# Луговые собачки (фильм)
«Луговые собачки» (англ. Lawn Dogs) — драма Джона Дайгана, повествующая о жизни маленькой десятилетней девочки по имени Девон и её необычной дружбе с парнем по имени Трент, который работает газонокосильщиком. Фильм имеет ряд наград и номинаций европейских и американских кинофестивалей.

## Сюжет
Фильм рассказывает о девочке по имени Девон, которая живёт вместе со своими родителями в одном из богатых американских пригородных охраняемых жилых комплексов, с идеальными газонами и всегда улыбчивыми и доброжелательными соседями. Но на самом деле это всего лишь яркая обёртка, под которой царит полное безразличие, даже к самым близким членам своей семьи.
Стремясь восполнить пустоту человеческих отношений, она создаёт свой мир, новую необычную реальность, в которой она живёт в одиночестве. Единственным человеком, который её заинтересовывает, оказывается газонокосильщик Трент. Он живёт в трейлере, в лесу и в стороне от людей, и сильно выделяется среди богатых жителей пригорода. Он становится для неё настоящим другом, несмотря на то что он старше её, вместе с ним Девон может просто по-детски дурачиться и вести себя совершенно свободно, несмотря ни на какие ограничения.
Богатенькие юнцы ломают Тренту газонокосилку, а позднее останавливают на дороге и угрожают. 
Катаясь на машине Трента по полю, они замечают добермана, принадлежащего одному из богатеньких соседей Девон, бегающего без присмотра. Девон предлагает поймать его. Однако Трент сбивает собаку и, попросив Девон закрыть глаза, добивает пса доской. Девон всё видит, глядя сквозь пальцы, пугается, не понимает поступка Трента и убегает к родителям в испуге. Однако родители превратно понимают её, думая, что Трент сексуально домогался дочери и рассказывают всё местному охраннику. Тогда отец Девон, охранник и хозяин убитой собаки едут к Тренту, чтобы разобраться, а Девон указывает дорогу. На её глазах охранник и отец по очереди избивают Трента, а когда хозяин собаки заносит над ним доску для удара, Девон берёт отцовский пистолет из бардачка и стреляет ему в живот. Угрожая пистолетом охраннику и собственному отцу, она требует у отца бумажник и отдаёт его Тренту, заставляя его бежать. Вынув из пистолета патроны, чтобы девочка больше никого не покалечила, Трент уезжает.

## В ролях
- Миша Бартон — Девон
- Сэм Рокуэлл — Трент
- Кристофер Макдональд — Мортон Стокард
- Кэтлин Куинлен — Клер Стокард
- Брюс МакГилл — Нэш
- Дэвид Бэрри Грэй — Бретт
- Эрик Мабиус — Шон
- Бет Грант — мать Трента

## Производство
Фильм снят по оригинальному сценарию Наоми Уоллес (англ.), драматурга и поэтессы из Кентукки. Его финансировала Rank Organization, это первый фильм, который британская компания полностью профинансировала за шестнадцать лет.